# Colotis venosa
Colotis venosa is een vlindersoort uit de familie van de Pieridae (witjes), onderfamilie Pierinae.
Colotis venosa werd in 1884 beschreven door Staudinger.